# Alexander Petrowitsch Neljubin

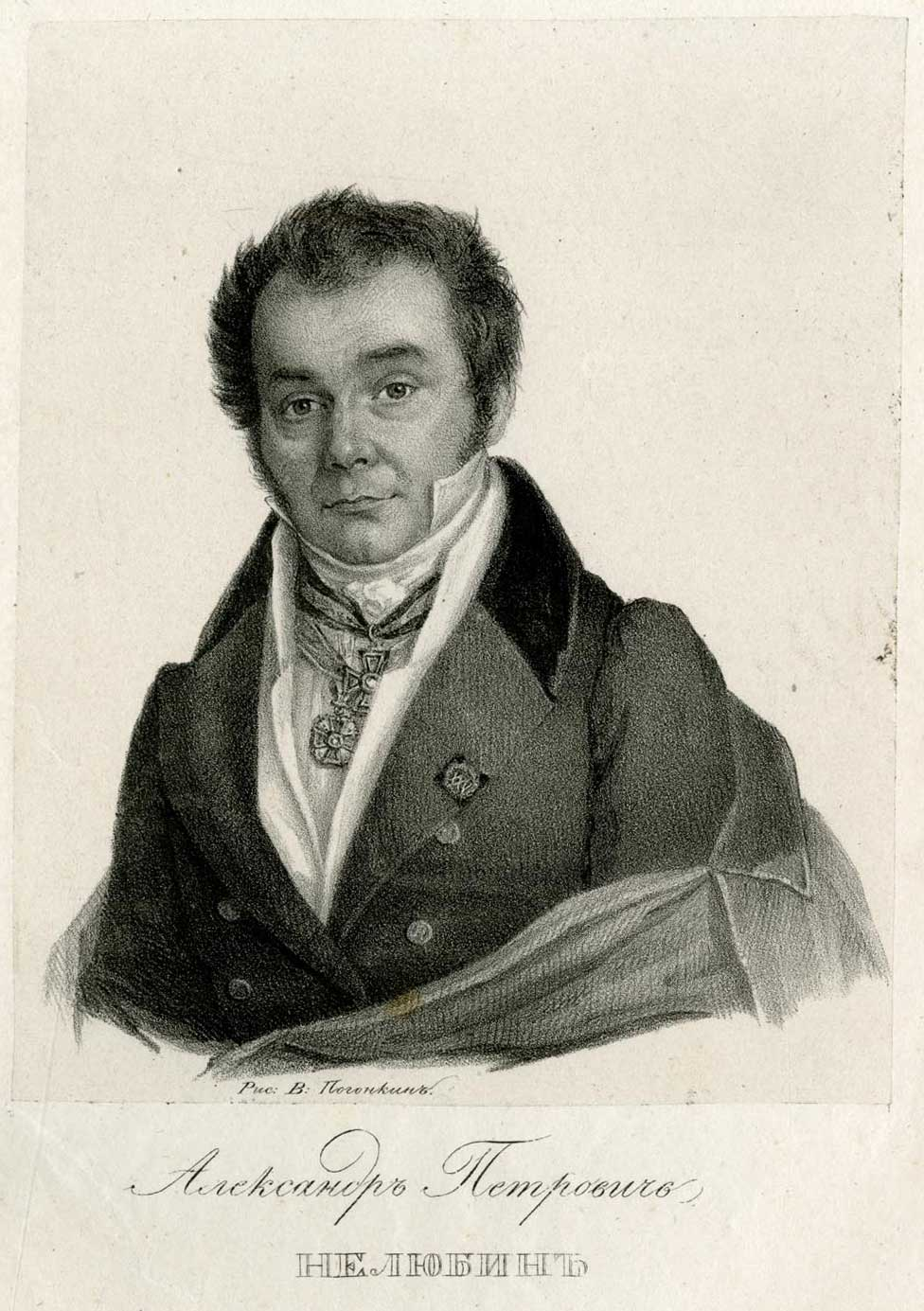
Alexander Petrowitsch Neljubin (W. I. Pogonkin)

Alexander Petrowitsch Neljubin (russisch Александр Петрович Нелюбин; * 26. Augustjul. / 6. September 1785greg. in Wjatka; † 6. Apriljul. / 18. April 1858greg. in St. Petersburg) war ein russischer Pharmakologe und Hochschullehrer.

## Leben
Neljubin stammte aus einer nicht reichen Kaufmannsfamilie. Er besuchte die Schule in Wjatka und interessierte sich schon früh für Naturwissenschaft und insbesondere Medizin. 1798 wurde er Lehrling in einer Apotheke in Wjatka. Er ging 1804 nach Poltawa und bestand die Prüfung zum Apothekenassistenten. 1805 wurde er in Moskau zum Apothekenprovisor ernannt.
Nach zwei Jahren in Poltawa ging Neljubin nach St. Petersburg. Er arbeitete zunächst als Apothekenassistent in der Veterinär-Schule der St. Petersburger Medizinisch-Chirurgischen Akademie und war dann Assistent des Pharmazie-Professors Timofei Andrejewitsch Smelowski. Ab 1808 studierte Neljubin als Gasthörer an der Medizinisch-Chirurgischen Akademie. 1812 schloss er das Studium mit Auszeichnung und einer Goldmedaille ab. Er blieb an der Akademie als Adjunkt-Professor am Lehrstuhl für Pharmazie. Ab 1815 lehrte er als ordentlicher Professor.
Daneben war Neljubin zum Assistenzarzt des St. Petersburger Armeekrankenhauses ernannt worden. 1817 erhielt er den Titel Geburtshelfer und wurde als Geburtshelfer auf die Wyborger Seite geschickt. Er beschäftigte sich weiter mit Chemie und interessierte sich besonders für Ammoniak. Daraus entstand seine Doktor-Dissertation, die er 1821 mit großem Erfolg für die Promotion zum Doktor der Medizin verteidigte. Bald darauf wurde er zum Ordentlichen Professor der Pharmazie ernannt.
1823 wurde Neljubin auf allerhöchsten Befehl in den Kaukasus geschickt, um die dortigen Mineralwässer zu erforschen. Er entdeckte neue Quellen und untersuchte eingehend die Eigenschaften und auch die therapeutischen Effekte. Die Beschreibung seiner Ergebnisse wurde sein Hauptwerk, das als erste wissenschaftliche Untersuchung der kaukasischen Wässer bis zum Anfang des 20. Jahrhunderts seine Bedeutung behielt und ihn sehr bekannt machte. Darauf wurde er zum Hofmedicus ernannt. 1828 begann er eine Untersuchung der Olonezer Wässer, die er dann negativ beurteilte. Dies veranlasste den Chef der Olonezer Bergbau-Betriebe Robert Adamowitsch Armstrong zu eigenen Untersuchungen der Einflüsse der dortigen Gesteine auf die Wasserqualität. Auch untersuchte er die Poljustrowo-Quellen bei St. Petersburg und insbesondere die altrussischen Wässer, in denen er erstmals Jod entdeckte. Auch entdeckte er eine blutstillende Flüssigkeit, die als Hämostatin bekannt wurde.
1844 gab Neljubin seinen Lehrstuhl auf und wurde Chefarzt des 2. St. Petersburger Armeekrankenhauses.
Neljubin wurde auf dem Smolensker Friedhof in der orthodoxen Abteilung begraben.
Neljubins Namen trägt das Institut für Pharmazie der Ersten Moskauer Staatlichen Medizinischen Setschenow-Universität.